# 중국자원본부
중국자원본부(중국어: 华润总部大厦)는 중화인민공화국 광둥성 선전시 난산구에 위치하고 있다.

## 같이 보기
- 마천루 목록
- 아시아의 마천루 목록
- 중화인민공화국의 마천루 목록